# Mycteroperca olfax
Mycteroperca olfax је зракоперка из реда Perciformes и фамилије Serranidae. 

## Угроженост
Ова врста се сматра рањивом у погледу угрожености врсте од изумирања.

## Распрострањење
Врста је присутна у Еквадору, Колумбији и Костарици.
ФАО рибарска подручја (енг. FAO marine fishing areas) на којима је ова врста присутна су у источном централном Атлантику и југоисточном Атлантику.

## Популациони тренд
Популациони тренд је за ову врсту непознат.

## Станиште
Станиште врсте су морски екосистеми.